# Tonle Sap (Fluss)
Der Tonle Sap ist ein Fluss in Kambodscha, der zum System des Tonle-Sap-Sees gehört und in den Mekong mündet.

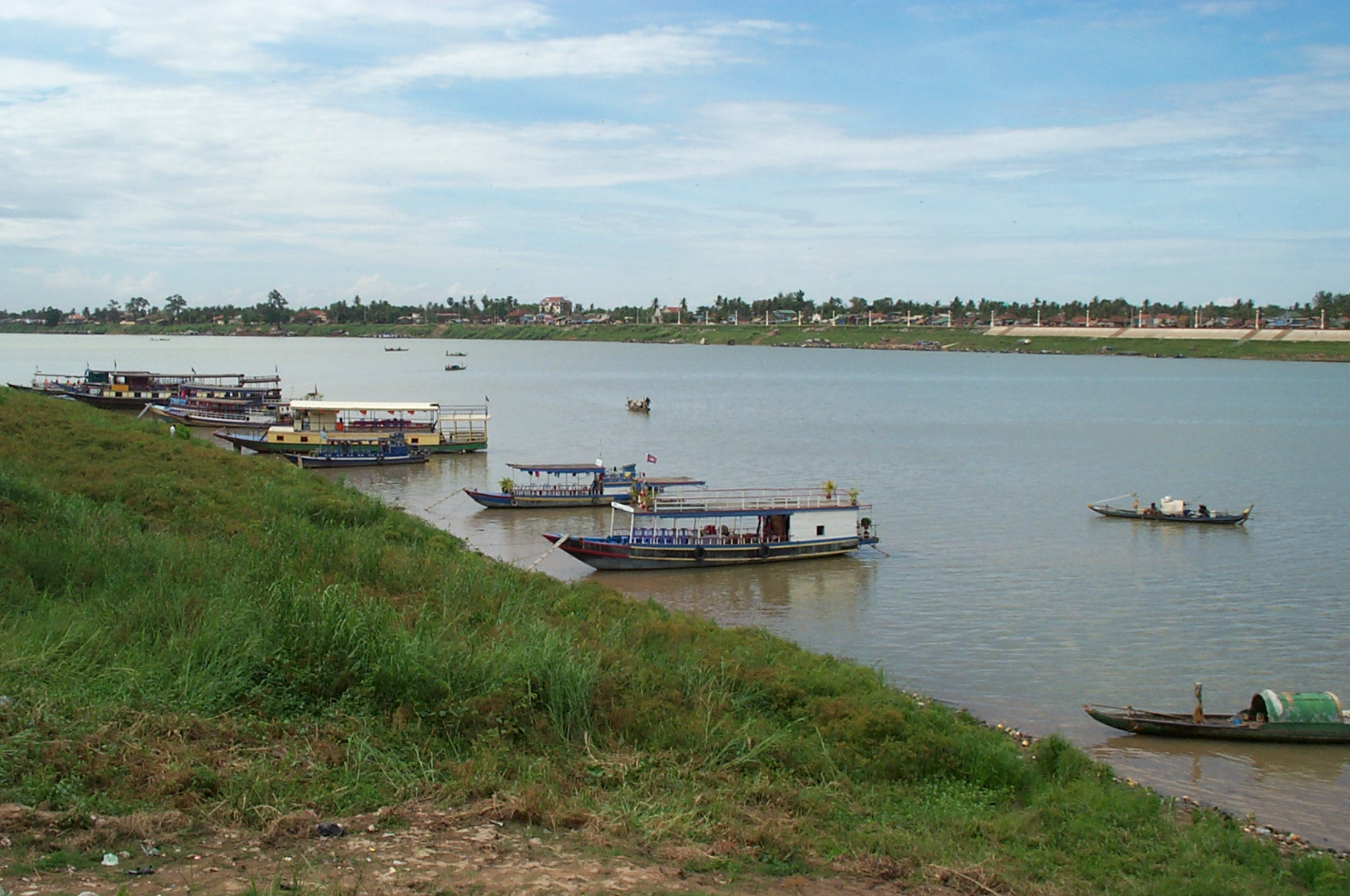
Boote auf dem Tonle Sap

Der Fluss weist die Besonderheit auf, dass sich im jährlichen Turnus seine Fließrichtung ändert. Während der Regenzeit (ab Juni), wenn der Mekong viel Wasser führt, fließt ein Teil davon über den Tonle-Sap-Fluss nach Nordwesten in den Tonle-Sap-See und vergrößert ihn. Wenn der Mekong während der Trockenzeit (ab November) einen niedrigeren Pegel hat, fließt Wasser aus dem See zum Mekong zurück.

## Fluss als Verkehrsweg
Eine Schnellbootverbindung verbindet die im Nordosten des Tonle Sap gelegene Stadt Siem Reap mit der Hauptstadt Phnom Penh im Süden, wo der Fluss Verbindung mit dem Mekong hat. Der Fluss und der See Tonle Sap sind wichtige Verkehrswege in diesem Teil Kambodschas. Aufgrund der zunehmend verbesserten Straßenverhältnisse wird jedoch ein immer größerer Teil der Güter und Personen auf dem Landweg befördert.

## Wasserfest Bon Om Touk
Zur Zeit der Fließrichtungsänderung im November findet auf dem Fluss bei Phnom Penh das Wasserfest Bon Om Touk statt, bei dem sich Mannschaften aus ganz Kambodscha Bootsrennen liefern.
Beim Wasserfest im Jahr 2010 ereignete sich am 22. November auf der Diamond Bridge eine Massenpanik, bei der 375 Menschen ums Leben kamen, 755 wurden verletzt. Die Massenpanik brach auf der neu konstruierten, aber für die Menschenmassen zu klein dimensionierten ⊙ Fußgängerbrücke über dem Bassac Kanal aus, die Phnom Penh mit der Insel Koh Pich (Diamond Island) verband. Sie wurde daraufhin abgerissen. Heute erinnert ein ⊙ Denkmal am Westufer der ehemaligen Brücke an das Unglück.